# Christian Plaziat
Christian Plaziat (* 20. Oktober 1963 in Lyon) ist ein ehemaliger französischer Leichtathlet, der im Zehnkampf und im Hallensiebenkampf Europameister wurde, 1995 wurde er erster Hallenweltmeister im Mehrkampf. Von 1985 bis 1996 erreichte er in 34 Zehnkämpfen über 8000 Punkte.
Bei einer Körpergröße von 1,91 m betrug sein Wettkampfgewicht 87 kg.

## Karriere
1981 wurde Plaziat Zwölfter im Hochsprung bei den Junioreneuropameisterschaften. Danach widmete er sich dem Mehrkampf. Seine erste Finalplatzierung bei internationalen Meisterschaften gelang Plaziat bei den Europameisterschaften 1986 in Stuttgart, als er mit 8196 Punkten Siebter wurde. Er lag damit einen Platz vor seinem Landsmann und langjährigen Weggefährten Alain Blondel. Ein Jahr später bei den Weltmeisterschaften 1987 wurde Plaziat Vierter mit 8307 Punkten, er lag 68 Punkte hinter der Bronzemedaille, die Pawlo Tarnowezkyj aus der UdSSR gewann. 1988 bei den Olympischen Spielen in Seoul wurde Plaziat mit 8272 Punkten Fünfter, 56 Punkte hinter dem Kanadier Dave Steen auf Rang 3.
Seinen größten Erfolg feierte Christian Plaziat bei den Europameisterschaften 1990 in Split. Er lag 138 Punkte vor dem Zweiten Dezső Szabó aus Ungarn. Plaziats Siegesleistung von 8574 Punkten bedeutet auch 2007 noch französischen Rekord. In Tokio bei den Weltmeisterschaften 1991 belegte Plaziat mit 8122 Punkten den neunten Rang.
Bei den Halleneuropameisterschaften 1992 in Genua wurde der Siebenkampf für Männer als Vorführwettbewerb ausgetragen. Plaziat gewann diesen Wettkampf mit 6418 Punkten und 300 Punkten Vorsprung auf den Tschechen Robert Změlík. Im Sommer 1992 hatte Plaziat mit Verletzungen zu kämpfen und reiste ohne einen einzigen abgeschlossenen Zehnkampf zu den Olympischen Spielen nach Barcelona. Während Změlík mit 8611 Punkten Olympiasieger wurde, gab Plaziat nach dem Hochsprung auf. 1992 ist das einzige Jahr zwischen 1985 und 1996, in dem Plaziat nicht über 8000 Punkte kam, er schloss das Jahr ohne ein Zehnkampfergebnis ab.
In Stuttgart bei den Weltmeisterschaften 1993 war Plaziat wieder zurück in der Weltklasse. Mit 8398 Punkten wurde er Sechster. Auf die Bronzemedaille des Deutschen Paul Meier hatte Plaziat allerdings 150 Punkte Rückstand. Bei den Halleneuropameisterschaften 1994 in Paris wurde der Siebenkampf erstmals als offizieller Wettkampf ausgetragen. Plaziat gewann mit 6268 Punkten vor dem Schweden Henrik Dagård und vor Alain Blondel. Im Sommer bei den Europameisterschaften 1994 in Helsinki gewann Blondel vor Dagård und dem Russen Lew Lobodin, 74 Punkte hinter Lobodin erreichte Plaziat den vierten Platz.
Bei den Hallenweltmeisterschaften 1995 in Barcelona wurde erstmals der Siebenkampf als offizieller Wettkampf ausgetragen, nachdem 1993 in Toronto Dan O’Brien mit 6476 Punkten einen Vorführwettbewerb gewonnen hatte. Bei der Meisterschaftspremiere siegte Plaziat mit 6246 Punkten vor dem Tschechen Tomáš Dvořák. Wie 1993 wurde Plaziat auch bei den Weltmeisterschaften 1995 in Göteborg Sechster. Mit 8206 Punkten hatte er allerdings über 200 Punkte Rückstand auf eine Medaille. Seinen letzten großen Zehnkampf absolvierte Plaziat bei den Olympischen Spielen 1996 in Atlanta. Mit 8282 Punkten erreichte er den elften Platz. Plaziat verabschiedete sich bei den Hallenweltmeisterschaften 1997 in Paris mit einem fünften Platz und 6106 Punkten von seinem Publikum.

## Würdigung
Bis 2007 absolvierte nur der tschechische Weltrekordler Roman Šebrle mehr Zehnkämpfe mit 8000 Punkten als Plaziat, Tomáš Dvořák hat wie Plaziat 34-mal die 8000-Punkte-Grenze erreicht.
40 Jahre nach Ignace Heinrich stellte Frankreich mit Plaziat wieder einen Europameister im Zehnkampf. Mit Plaziat und Blondel wurde Zehnkampf in Frankreich überaus beliebt. In Talence und in Arles werden seither alljährlich hochklassige Mehrkämpfe ausgetragen. Plaziat, der 1989 auch das Mösle Mehrkampf-Meeting in Götzis gewann, siegte beim Décastar in Talence von 1988 bis 1991 viermal in Folge und trug damit entscheidend zur Popularität des Meetings bei.

## Bestleistungen
- 100 Meter: 10,55 Sekunden (1990)
- Weitsprung: 7,90 Meter (1990)
- Kugelstoßen: 15,86 Meter (1986)
- Hochsprung: 2,20 Meter (1983)
- 400 Meter: 47,10 Sekunden (1990)
- 110 Meter Hürden: 13,92 Sekunden (1992)
- Diskuswurf: 49,08 Meter (1986)
- Stabhochsprung: 5,10 Meter (1988) in der Halle 5,20 Meter (1992)
- Speerwurf: 63,02 Meter (1985), 58,22 Meter mit dem neuen Speer (1987)
- 1500 Meter: 4:23,49 Minuten (1988)
- Zehnkampf: 8574 Punkte (1990)